# Lionel Casimir Fabritzius
Lionel Casimir Fabritzius (geboren 11. Oktober 1821 in Paris; gestorben 13. Oktober 1866 ebenda) war ein französischer Zeichner und Karikaturist. Er war Schüler von Paul Delaroche. 
Karikaturen von ihm erschienen unter anderem 1848 und 1849 in La Revue comique à l'usage des gens sérieux. 1850 wurde er mit einer Arbeit beim Pariser Salon zugelassen. Porträts seiner Malerkollegen wurden 1868 in den Sammelband Le diable à Paris : Paris et les Parisiens à la plume et au crayon aufgenommen. 

Bilder
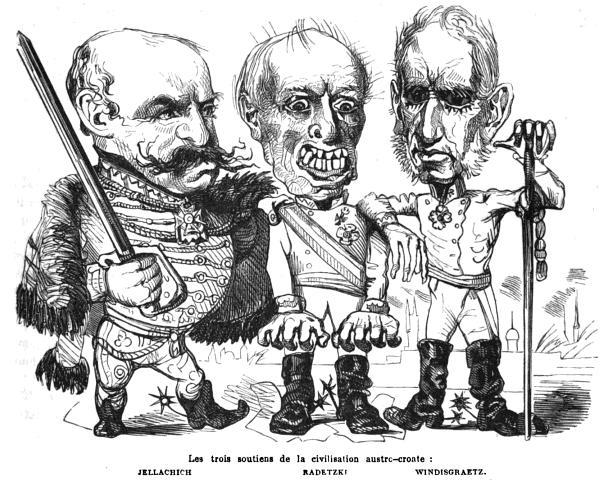
Les trois soutiens de la civilisation austro-croate Jellachich, Radetzki, Windisgraetz (1849)
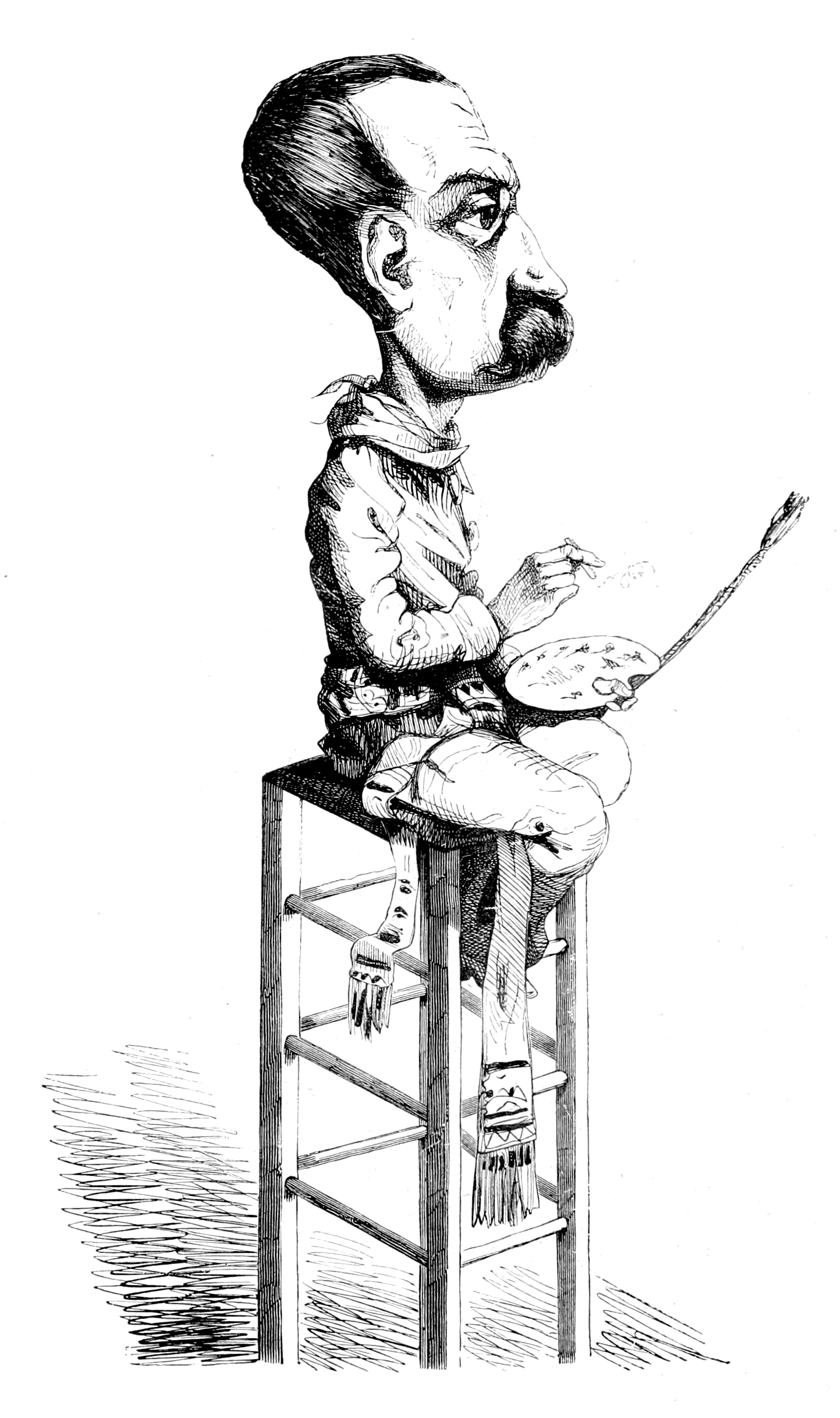
Horace Vernet
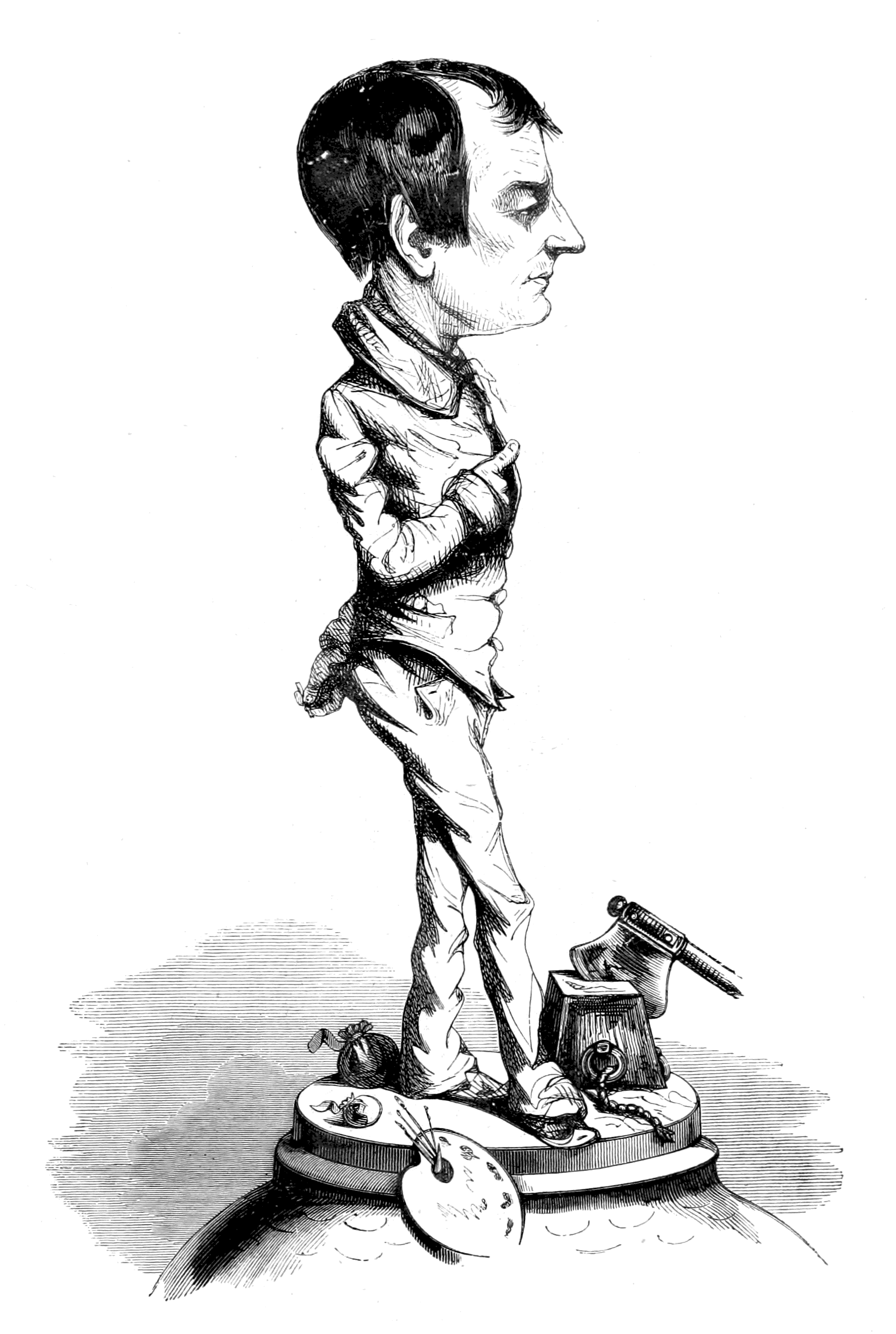
Paul Delaroche
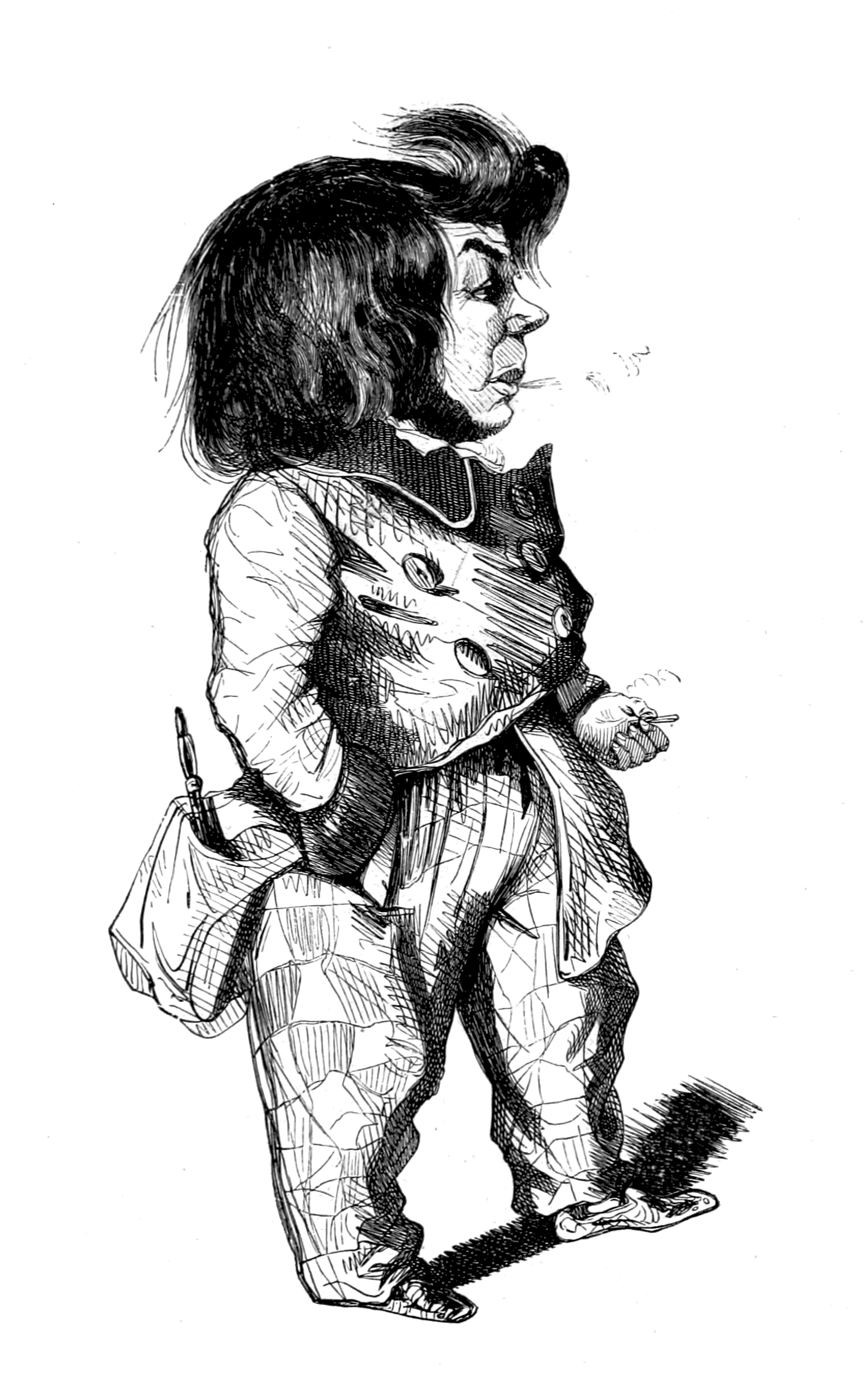
Honoré Daumier
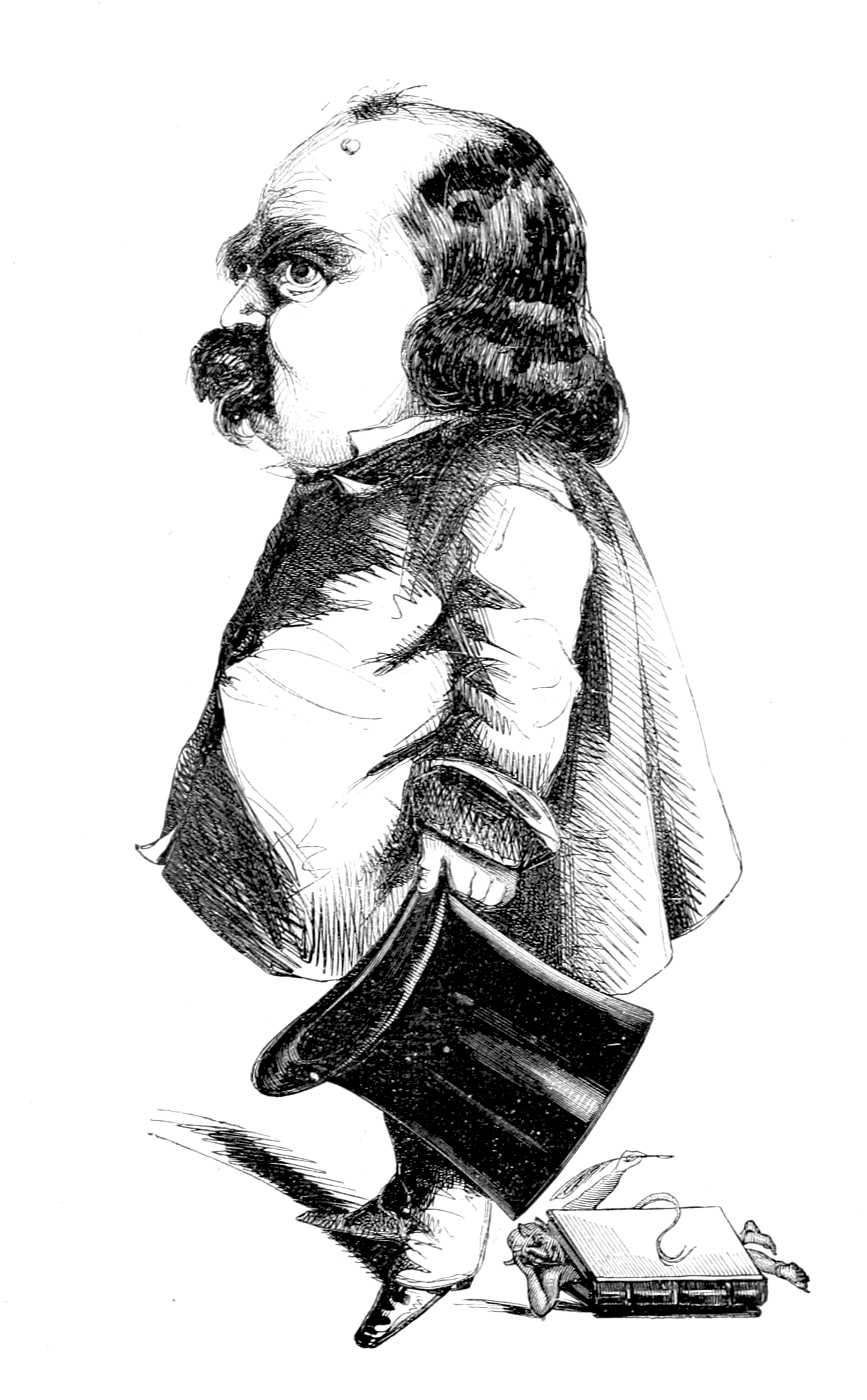
Frédéric Soulié
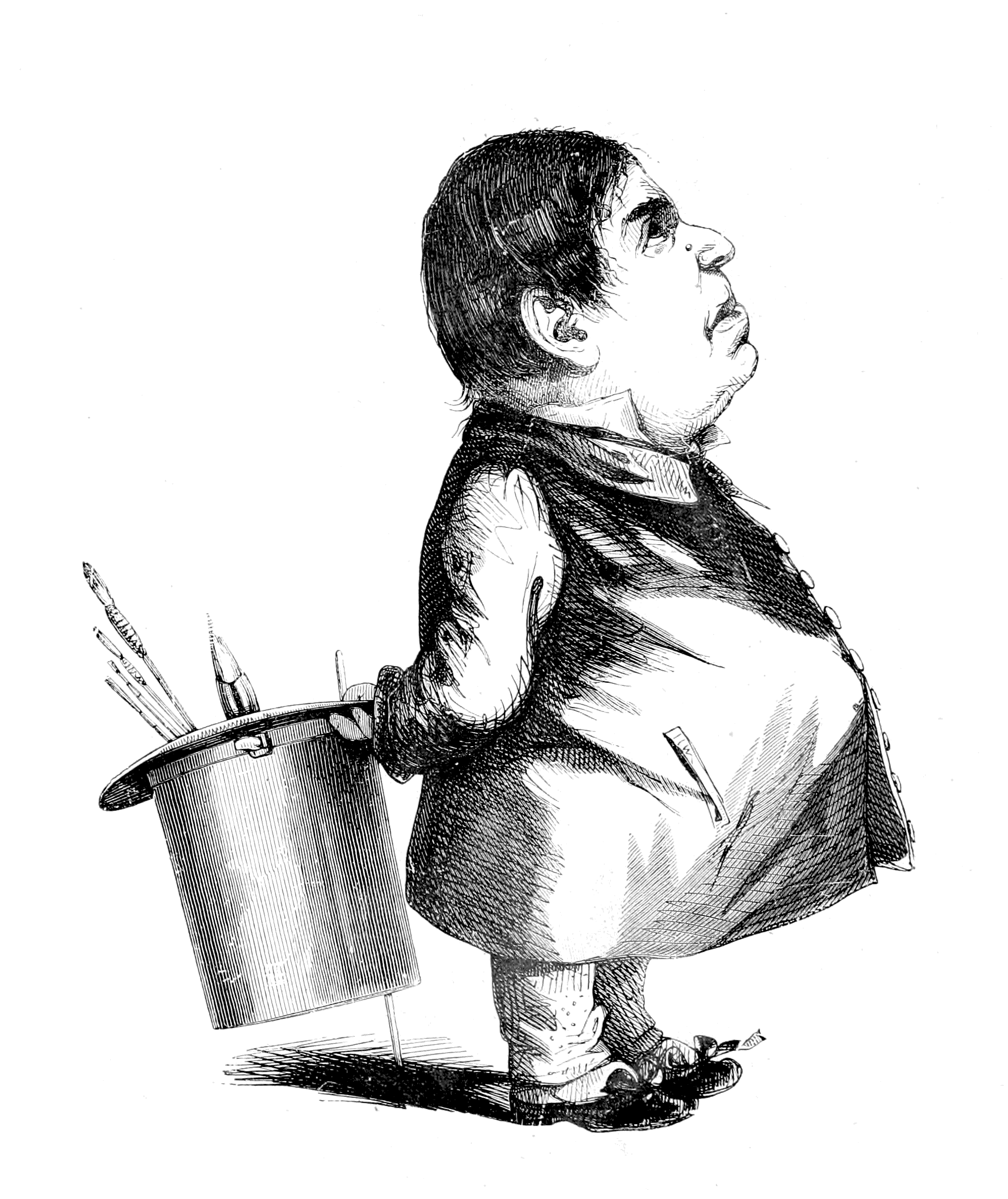
Ingres